# تپه شهر سوخته ۲۲۷
تپه شهر سوخته ۲۲۷ مربوط به هزاره سوم قم است و در شهرستان زابل، بخش شیب آب، دهستان لوتک، روستای حومه شهر سوخته، ۱۰/۵ کیلومتری جنوب غرب پایگاه باستان‌شناسی شهر سوخته واقع شده و این اثر در تاریخ ۱۵ اسفند ۱۳۸۵ با شمارهٔ ثبت ۱۷۹۸۷ به‌عنوان یکی از آثار ملی ایران به ثبت رسیده‌است.